# Bradina semnopa
Bradina semnopa là một loài bướm đêm trong họ Crambidae.